# Субачюс
Субачюс (лит. Subačius) — місто у Купішкіському районі Паневезького повіту Литви. Адміністративний центр Субачюського староства.

## Географія
Субачюс розташований за 14 км від Купішкіс, 32 км від Паневежиса, 110 км від Каунаса та за 165 км від Вільнюса на трасі Даугавпілс — Паневежис. Субачус — залізнична станція на залізниці Радвілішкіс — Даугавпілс.

## Історія
Субачюс вперше згадується в 1837 році в складі Російської Імперії. Зростання поселення почалося після того, як у 1873 році через Субачюс проклали залізницю.
Під час Першої світової війни був окупований німецькою армією.
В 1919 — 1940 роках входив до складу Литви.
З 1940 до 1991 року Субачюс був у складі Литовської РСР.
Статус міста Субачюс здобув в 1958 році.
Після відновлення незалежності в 1991 році — в складі Литви.
З 1995 року є центром однойменного староства.

## Населення
Станом на 2017 рік, населення міста становить 925 осіб.
| Динаміка населення з 1901 по 2013 |          |          |      |      |          |          |
| 1901                              | 1970пер. | 1979пер. | 1981 | 1985 | 1989пер. | 2001пер. |
| 750                               | 1389     | 1361     | 1500 | 1500 | 1369     | 1180     |
| 2011пер.                          | 2013     | -        | -    | -    | -        | -        |
| 1051                              | 1007     | -        | -    | -    | -        | -        |
| Гістограма динаміки населення     |          |          |      |      |          |          |

Національний склад населення міста станом на 2011 рік:
| Литовці        | Росіяни    | Инші        |
| -------------- | ---------- | ----------- |
| 96,86 % (1018) | 1,9 % (20) | 1,24 % (13) |

## Соціальна сфера
У місті працює пошта, бібліотека, гімназія, костел.

## Відомі уродженці
- Повілас Гайдіс — литовський режисер, актор театру і кіно.

## Світлини

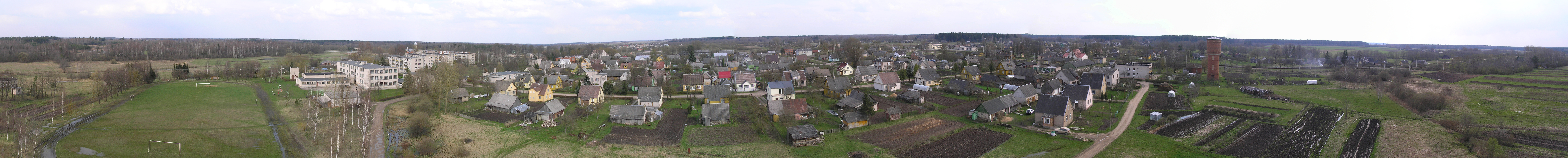

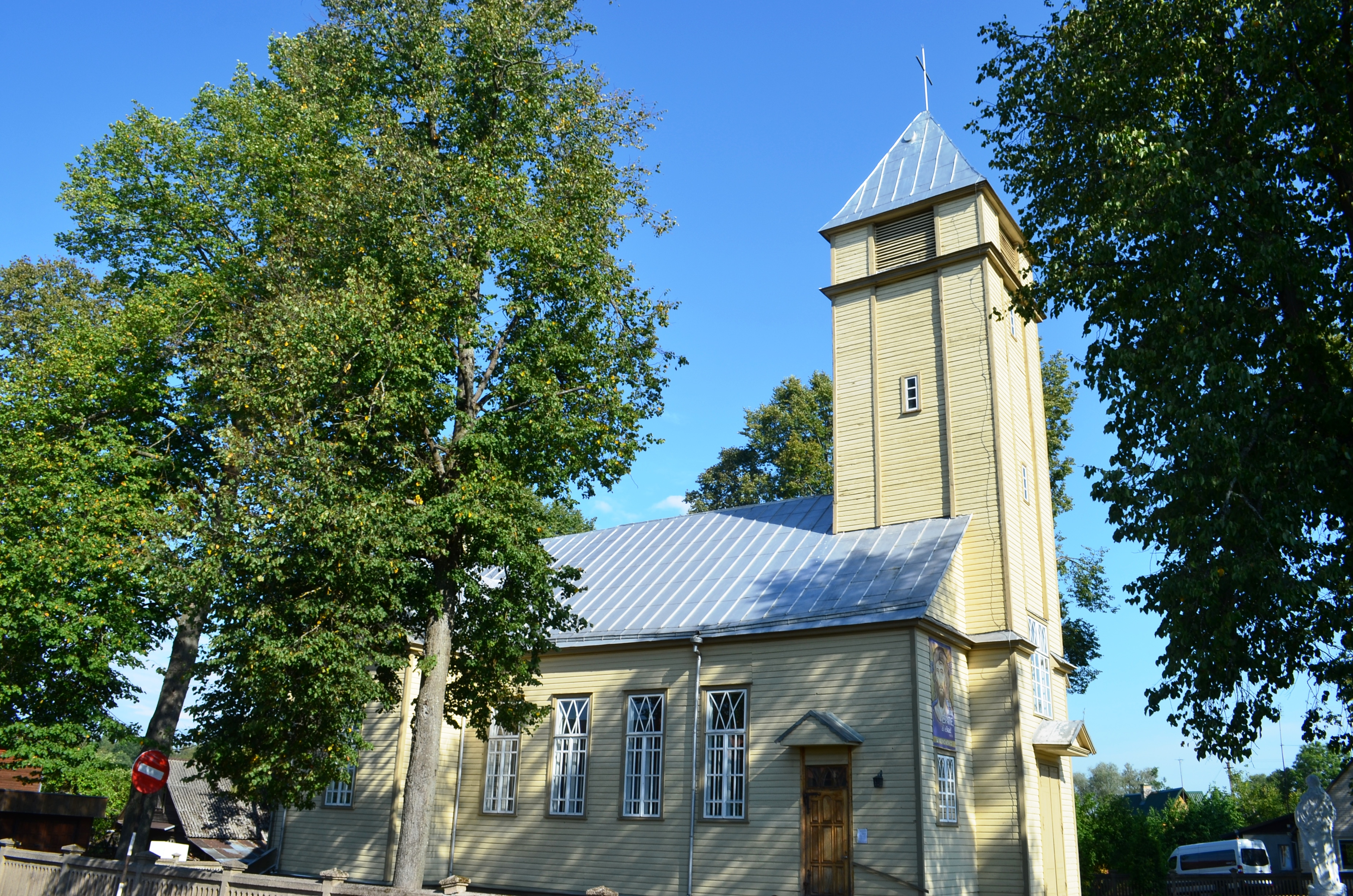
Костел
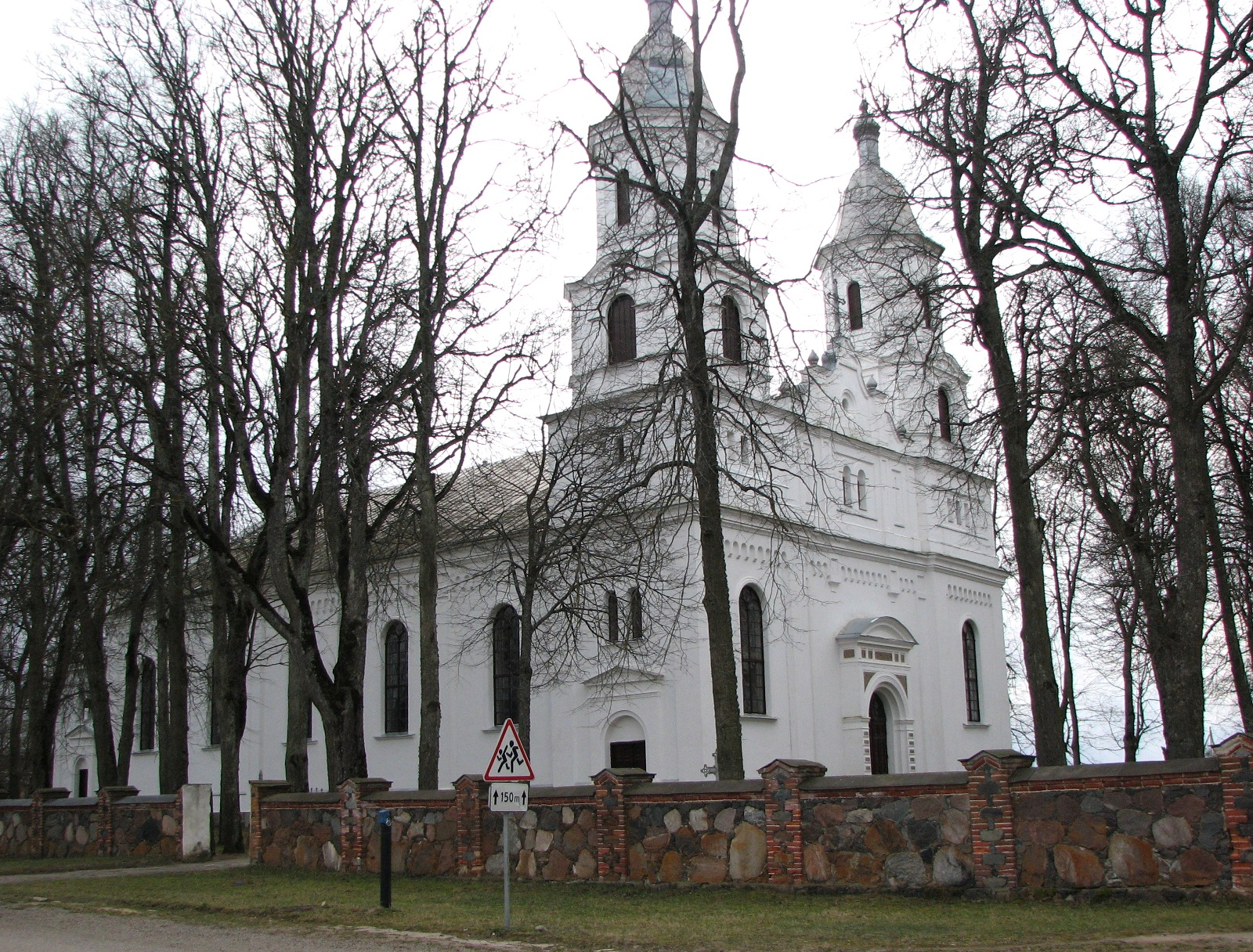
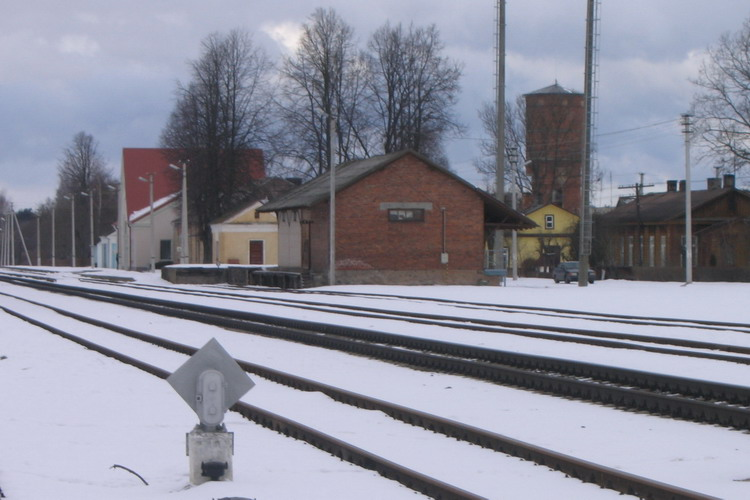
Залізнична станція
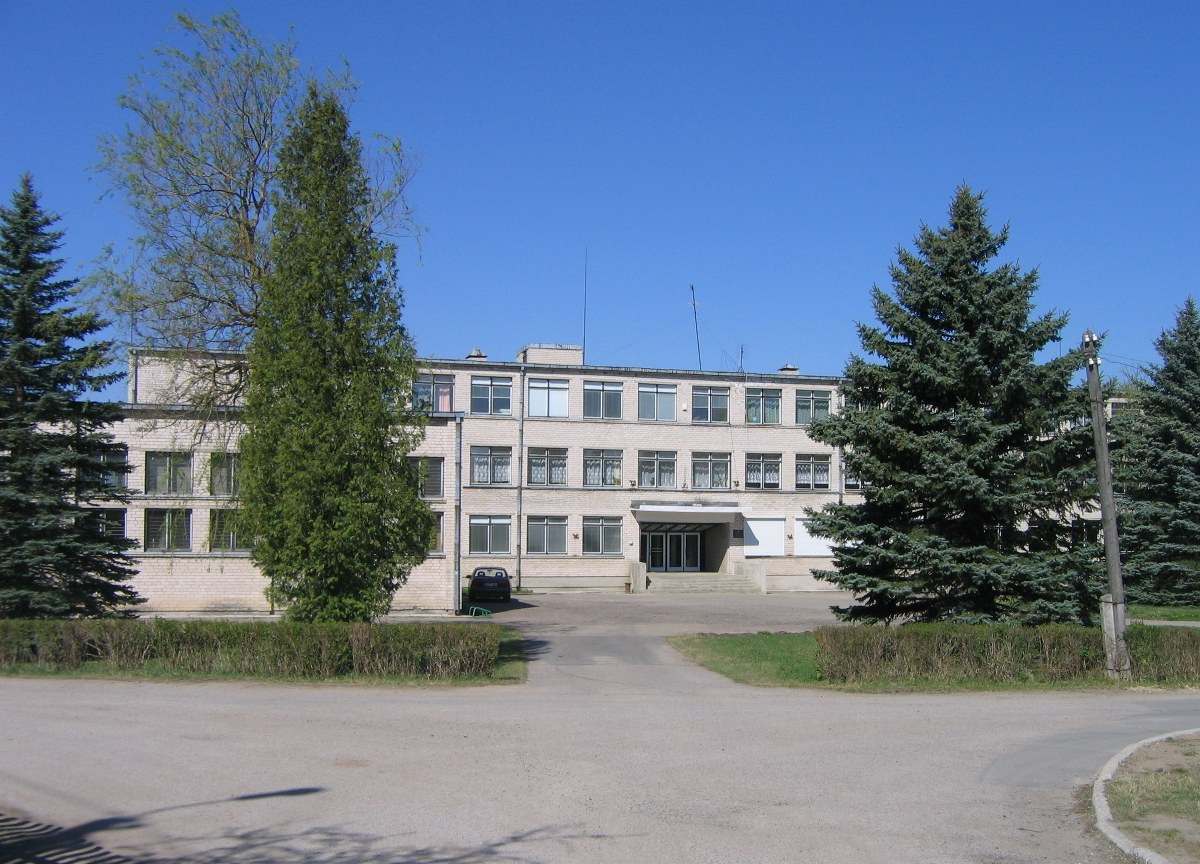
Середня школа
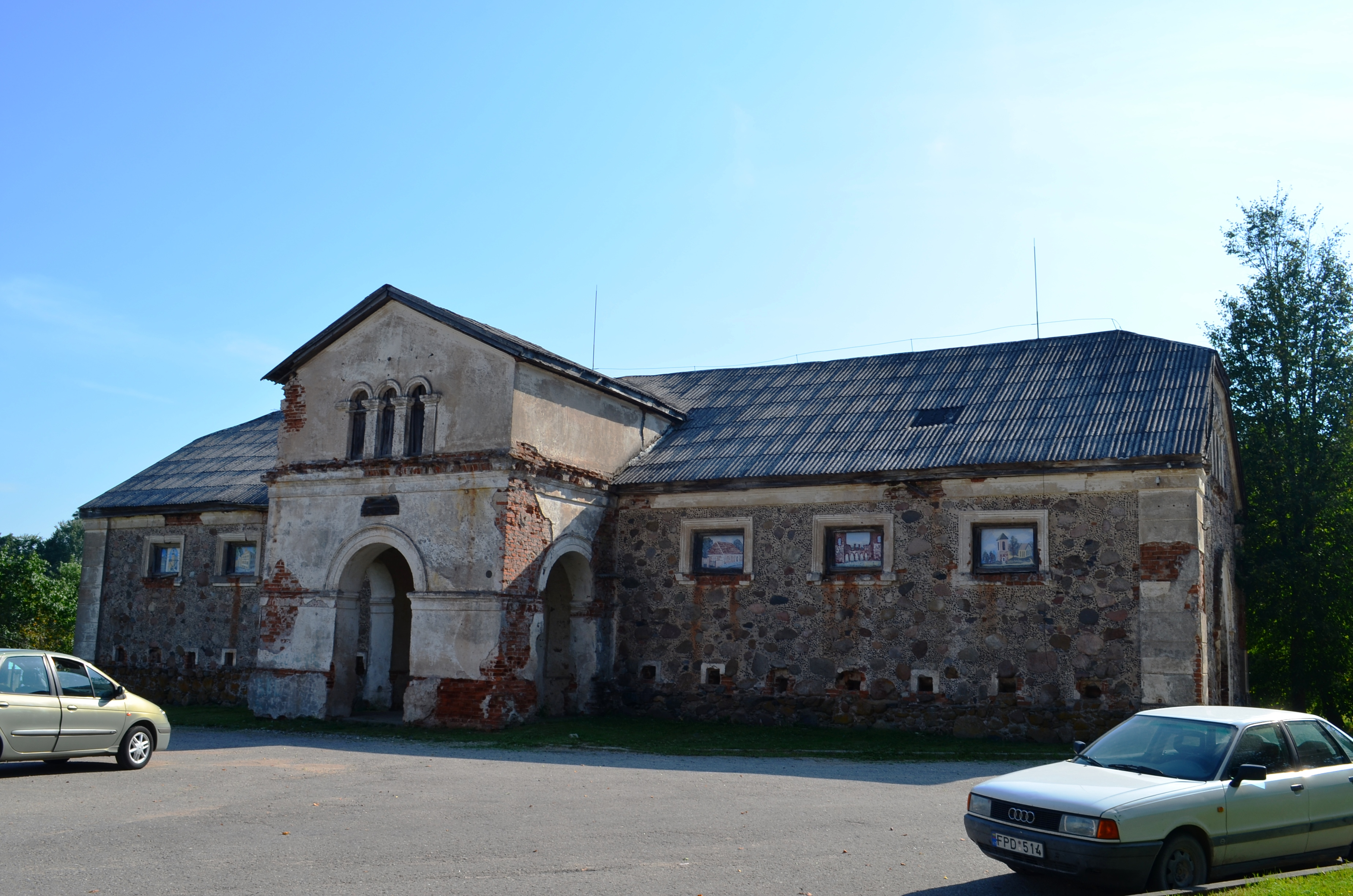
Зернова склад
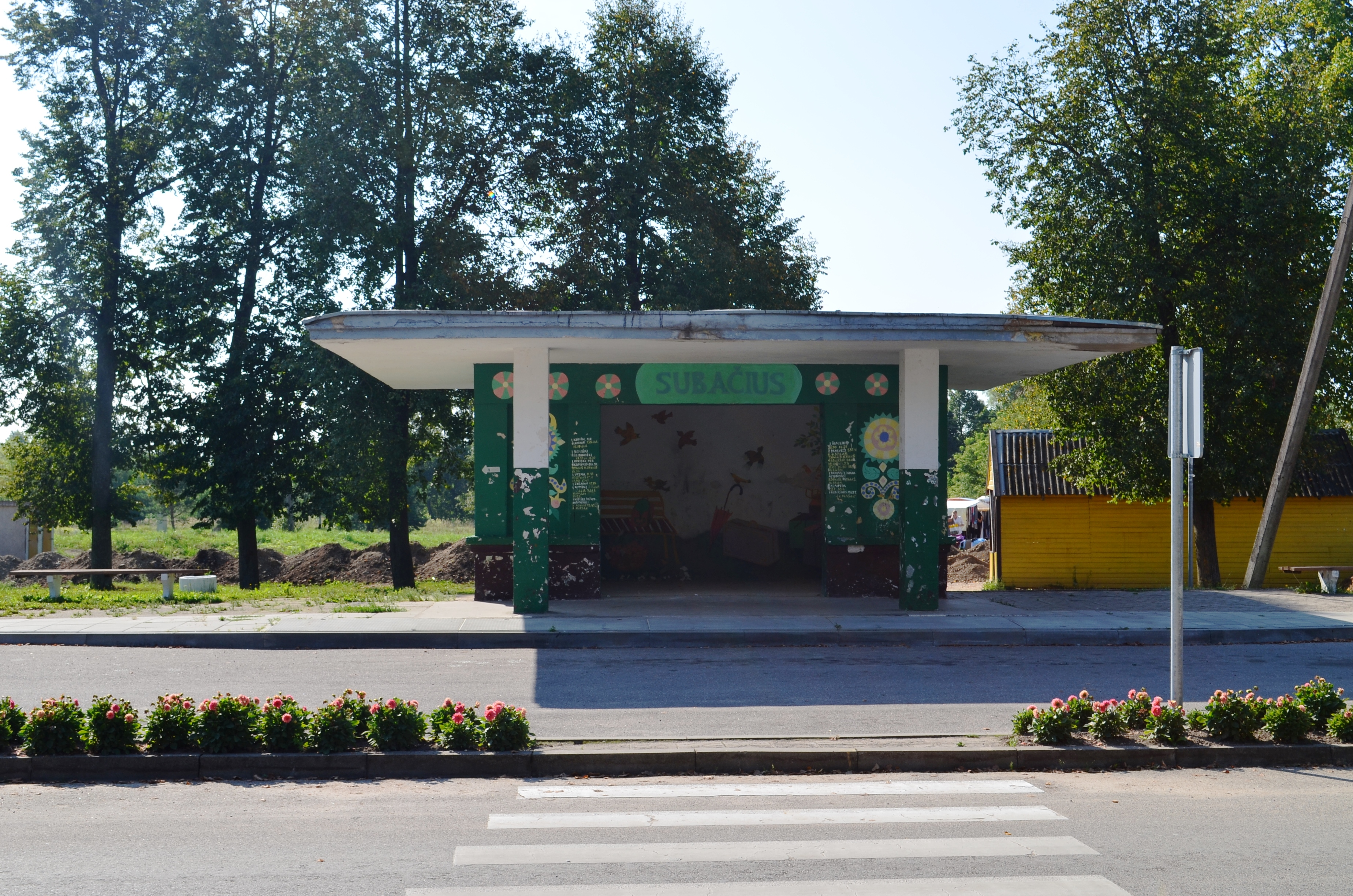
Автобусна зупинка
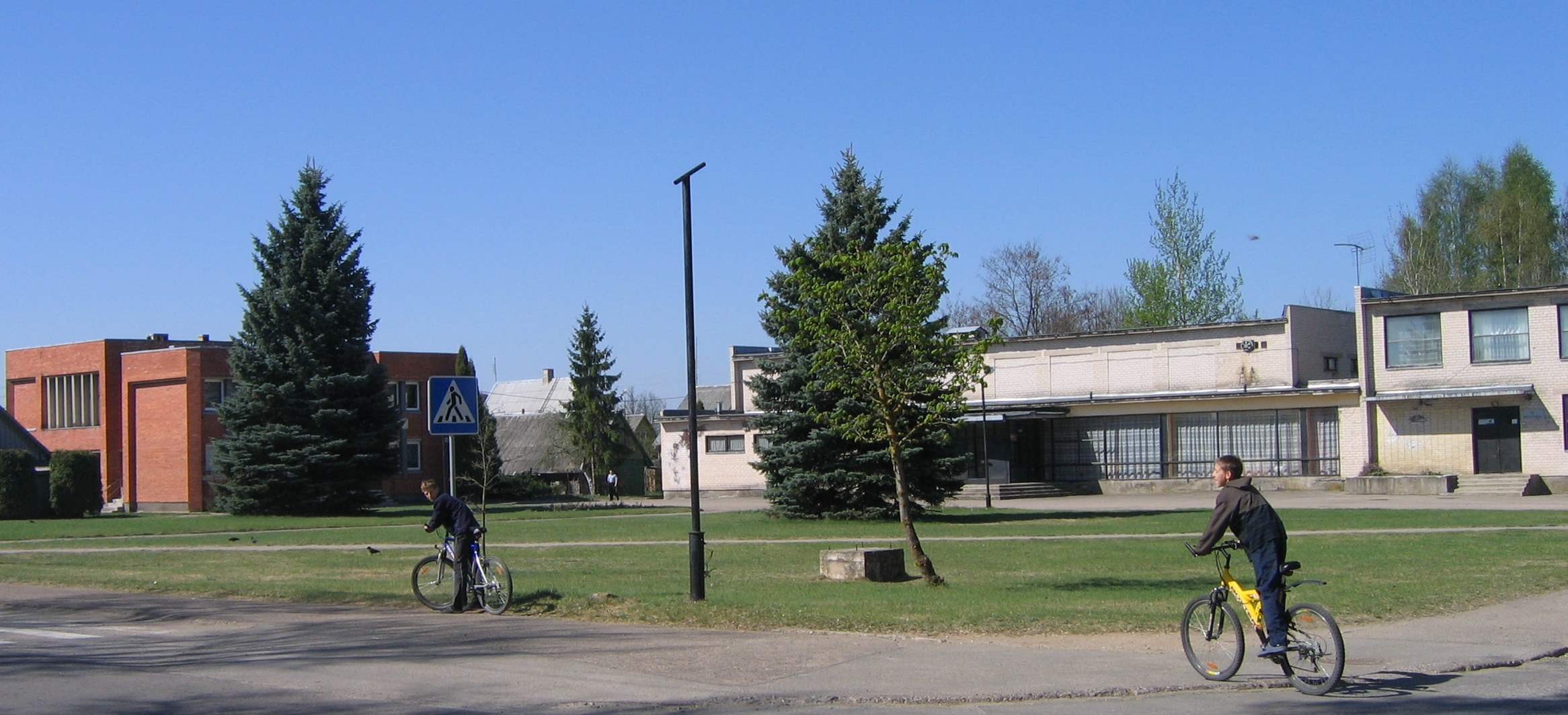
Головна площа
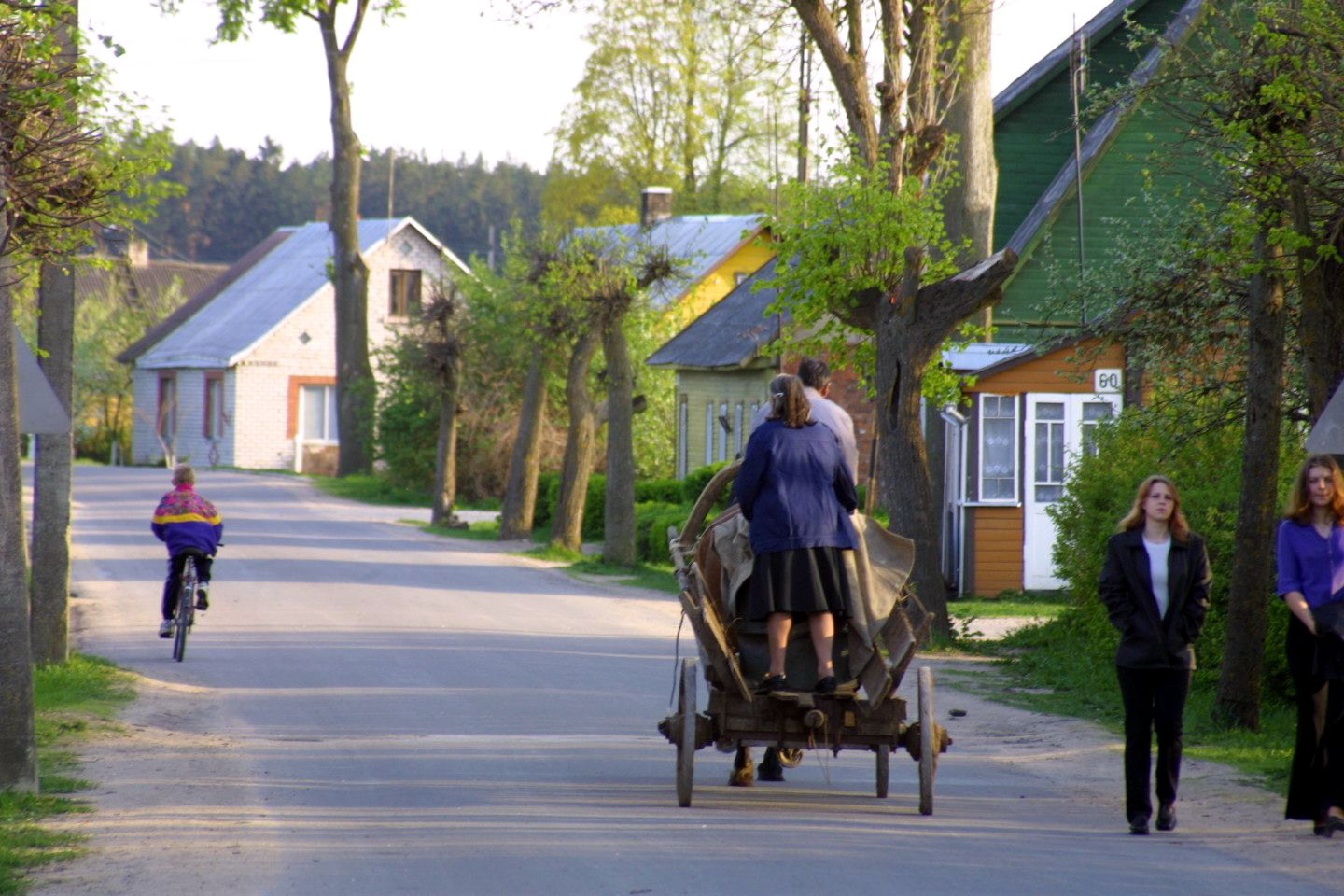
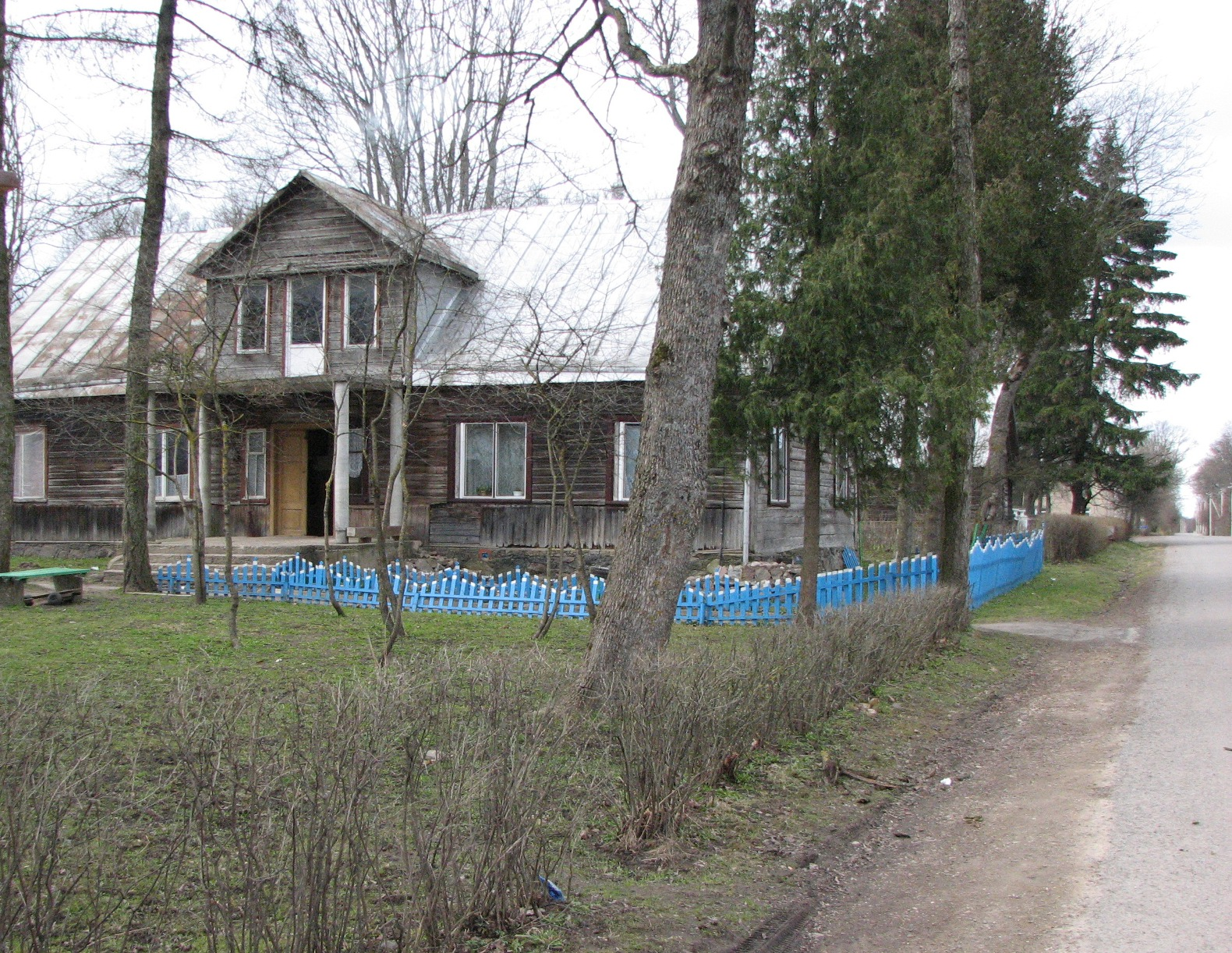
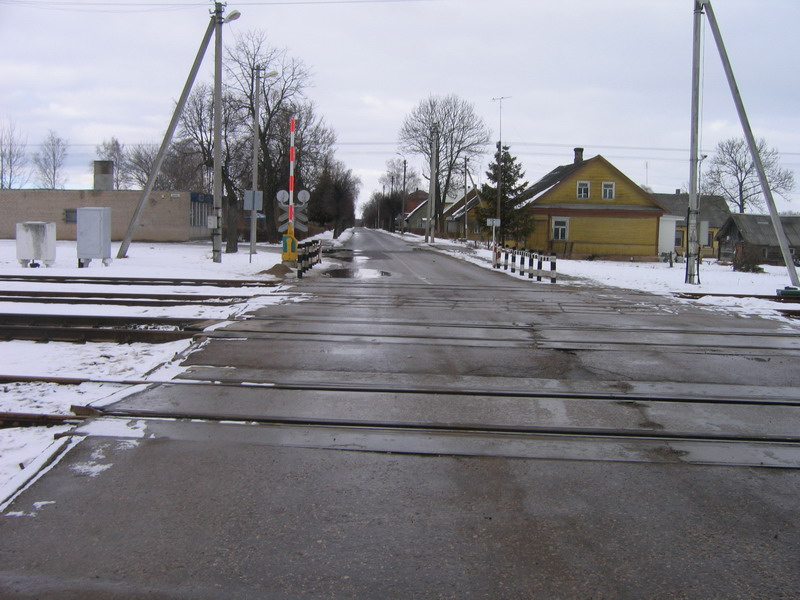
Головна вулиця
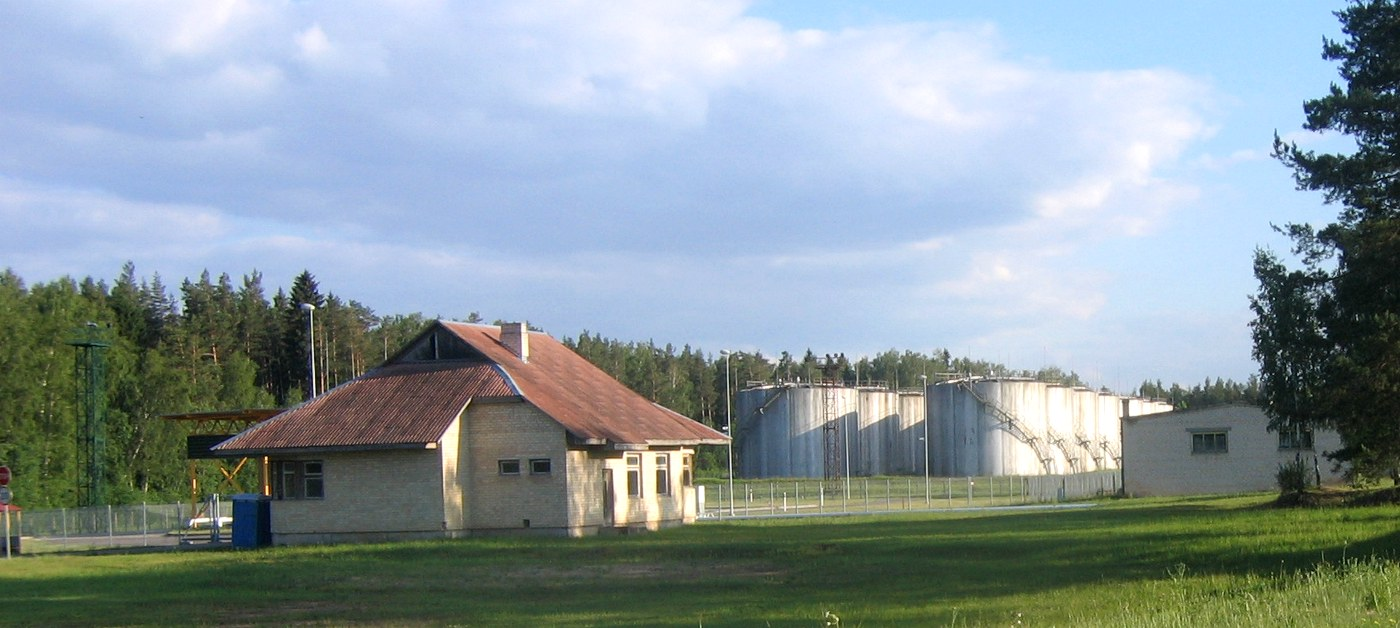
Нафтобаза
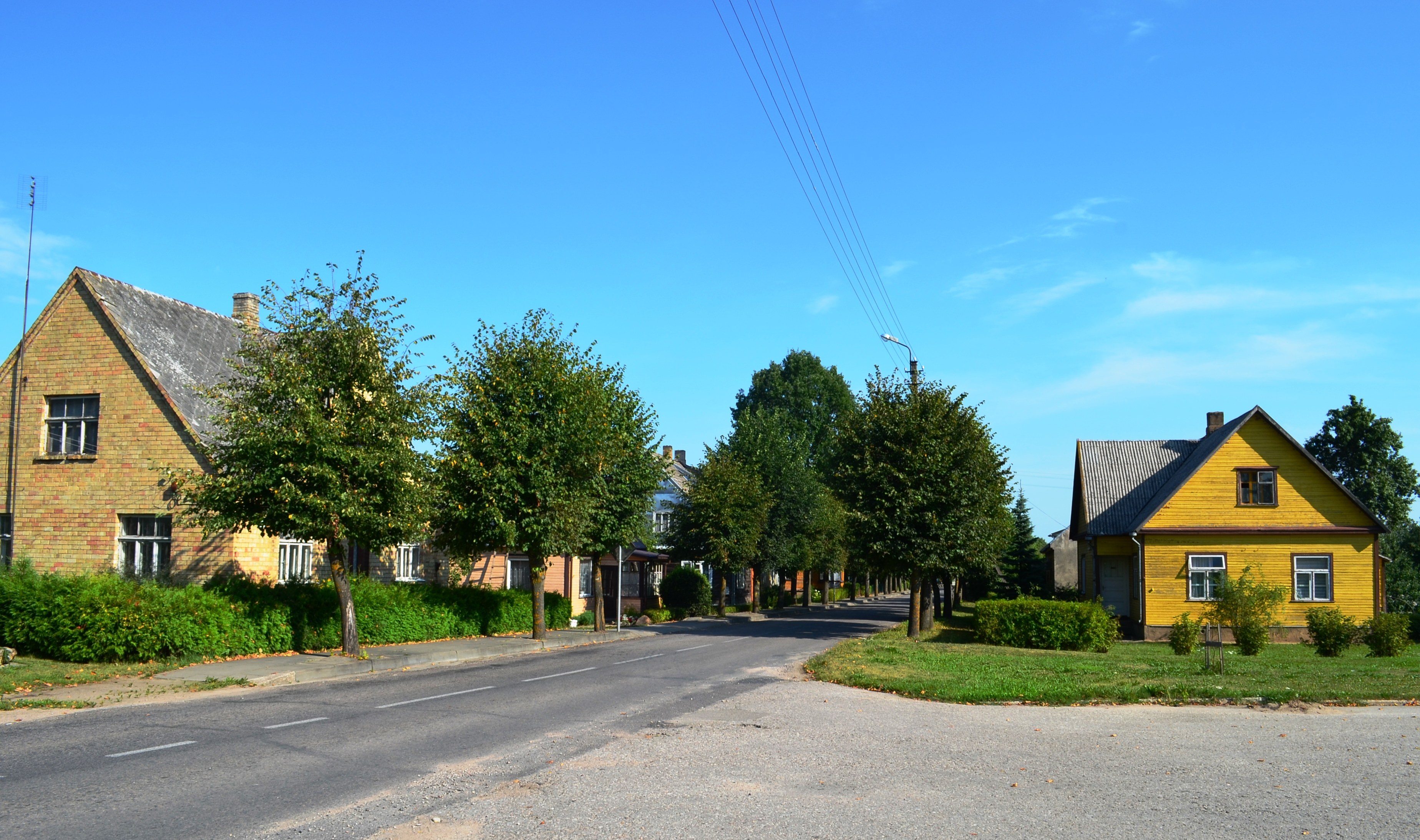